# Карашыганак (Западно-Казахстанская область)
Карашыганак (каз. Қарашығанақ) — село в Бурлинском районе Западно-Казахстанской области Казахстана. Входит в состав Жарсуатского сельского округа. Код КАТО — 273649300.

## Население
В 1999 году население села составляло 292 человека (183 мужчины и 109 женщин). По данным переписи 2009 года, в селе проживало 248 человек (123 мужчины и 125 женщин).